# Droga wojewódzka 791
Die Droga wojewódzka 791 (DW 791) ist eine 84 Kilometer lange Droga wojewódzka (Woiwodschaftsstraße) in der polnischen Woiwodschaft Schlesien und der Woiwodschaft Kleinpolen, die Trzebinia mit Poczesna verbindet. Die Strecke liegt im Powiat Chrzanowski, im Powiat Olkuski, im Powiat Zawierciański, im Powiat Myszkowski und im Powiat Częstochowski.

## Streckenverlauf
Woiwodschaft Kleinpolen, Powiat Chrzanowski
-  Trzebinia (A 4, DK 79)
- Myślachowice
- Lgota

Woiwodschaft Kleinpolen, Powiat Olkuski
- Niesułowice
- Żurada
-  Olkusz (DK 94, DW 783)
- Klucze
- Ryczówek
- Rodaki

Woiwodschaft Schlesien, Powiat Zawierciański
-  Ogrodzieniec (DW 790)
- Fugasówka
-  Zawiercie (DK 78, DW 796)

Woiwodschaft Schlesien, Powiat Myszkowski
-  Myszków (DW 789, DW 793)
- Postep
- Lgota-Nadwarcie
- Żarki-Letnisko
- Masłońskie
- Poraj

Woiwodschaft Schlesien, Powiat Częstochowski
- Osiny
-  Poczesna (DK 1, DW 904)